# Bulgarische Leichtathletik-Hallenmeisterschaften 2022
Die Bulgarischen Leichtathletik-Hallenmeisterschaften 2022 wurden vom 26. bis zum 27. Februar in der Asics Arena in Hauptstadt Sofia ausgetragen.

## Medaillengewinner

### Männer
| Disziplin      | Gold                  | Leistung    | Silber               | Leistung    | Bronze                          | Leistung      |
| -------------- | --------------------- | ----------- | -------------------- | ----------- | ------------------------------- | ------------- |
| 60 m           | Slawi Mutafow         | 6,78 s      | Wenelin Georgiew     | 6,83 s      | Georgi Christow                 | 6,90 s        |
| 200 m          | Antonio Iwanow        | 21,75 s     | Jordan Gjurow        | 22,18 s     | Todor Todorow                   | 22,23 s       |
| 400 m          | Antonio Iwanow        | 48,72 s     | Jordan Gjurow        | 48,83 s     | Welin Kowalenko                 | 49,06 s       |
| 800 m          | Trifon Iliew          | 1:53,12 min | Alex Wassilew        | 1:56,55 min | Walimir Stojew                  | 1:58,67 min   |
| 1500 m         | Trifon Iliew          | 3:54,52 min | Mitko Zenow          | 3:57,41 min | Sawa Todorow                    | 3:58,23 min   |
| 3000 m         | Jolo Nikolow          | 8:45,69 min | Sawa Todorow         | 8:46,07 min | Nikolai Parwanow                | 8:47,70 min   |
| 60 m Hürden    | Kristijan Patarow     | 8,15 s      | Dobromir Nikolow     | 8,22 s      | Alexander Eftimow               | 8,53 s        |
| Hochsprung     | Boschidar Sarabojukow | 2,10 m      | Latschesar Petkow    | 1,95 m      | Andrean Dimitrow Petko Stamenow | 1,95 m 1,95 m |
| Stabhochsprung | Ewgeni Enew           | 5,32 m      | Kamen Zenkow         | 4,61 m      | Wiktor Zenkow                   | 4,61 m        |
| Weitsprung     | Boschidar Sarabojukow | 7,37 m      | Martin Totschew      | 6,91 m      | Jani Stojanow                   | 6,77 m        |
| Dreisprung     | Dimitar Taschew       | 15,44 m     | Latschesar Waltschew | 15,11 m     | Martin Totschew                 | 14,35 m       |
| Kugelstoßen    | Christo Bankow        | 17,97 m     | Todor Petrow         | 15,94 m     | Galin Kostadinow                | 15,80 m       |

### Frauen
| Disziplin      | Gold                 | Leistung     | Silber              | Leistung     | Bronze               | Leistung     |
| -------------- | -------------------- | ------------ | ------------------- | ------------ | -------------------- | ------------ |
| 60 m           | Nikol Andonowa       | 7,46 s       | Wiktorija Georgiewa | 7,55 s       | Kristen Radukanowa   | 7,56 s       |
| 200 m          | Wanessa Jankowa      | 24,57 s      | Kristen Radukanowa  | 24,66 s      | Wiktorija Georgiewa  | 24,97 s      |
| 400 m          | Dewa-Marija Dragiewa | 55,59 s      | Wanessa Jankowa     | 56,13 s      | Polina Todorowa      | 56,66 s      |
| 800 m          | Liljana Georgiewa    | 2:09,68 min  | Polina Todorowa     | 2:10,99 min  | Silwija Georgiewa    | 2:13,32 min  |
| 1500 m         | Liljana Georgiewa    | 4:33,02 min  | Silwija Georgiewa   | 4:35,78 min  | Denislawa Borissowa  | 4:38,47 min  |
| 3000 m         | Miliza Mirtschewa    | 09:31,23 min | Marinela Ninewa     | 09:47,57 min | Natalija Kremenska   | 10:11,12 min |
| 60 m Hürden    | Plamena Tschakarowa  | 8,82 s       | Iwa Alexandrowa     | 8,83 s       | Antoaneta Atanassowa | 9,14 s       |
| Hochsprung     | Iren Sarabojukowa    | 1,75 m       | Galina Nikolowa     | 1,65 m       | Wiktorija Milanowa   | 1,65 m       |
| Stabhochsprung | Milena Kapuschewa    | 3,40 m       | Jowa Petrowa        | 3,40 m       | Stelijana Petkowa    | 3,00 m       |
| Weitsprung     | Plamena Mitkowa      | 6,27 m       | Milena Mitkowa      | 6,25 m       | Plamena Tschakarowa  | 5,95 m       |
| Dreisprung     | Plamena Mitkowa      | 13,30 m      | Dimana Jordanowa    | 12,71 m      | Petja Sofijska       | 11,82 m      |
| Kugelstoßen    | Renata Petkowa       | 13,20 m      | Michaela Petkowa    | 12,90 m      | Iwelina Milkowa      | 12,05 m      |